# Fotoreceptory
Fotoreceptory – receptory (białka lub specyficzne komórki) pochłaniające światło i uruchamiające określoną reakcję fizjologiczną w organizmie. Występują w organizmach roślinnych (fotoreceptory roślin) i zwierzęcych, w tym u człowieka.
Receptory wzrokowe stanowią wyspecjalizowane neurony siatkówki oka:
- czopki – odpowiedzialne za widzenie fotopowe, zawierające jodopsynę;
- pręciki – odpowiedzialne za widzenie skotopowe, zawierające rodopsynę.